# ایزابل یکم
ایزابلا یکم یا ایزابل از کاستیا (به انگلیسی: Isabella I، به اسپانیایی: Isabel I de Castilla؛ ۲۲ آوریل ۱۴۵۱ – ۲۶ نوامبر ۱۵۰۴) مشهور به ایزابل کاتولیک و ایزابل اتحادگر، ملکه کاستیا و لئون از ۱۴۷۴ تا ۱۵۰۴ میلادی و پس از ازدواجش با فرناندوی دوم، پادشاه آراگون در ۱۴۷۹، ملکه آراگون از ۱۴۷۹ تا ۱۵۰۴ میلادی بود که با فتح گرانادا با همسرش در ۱۴۹۲، اسپانیای واحد را پایه‌گذاری کردند.
ایزابل حمایت مالی از سفرهای اکتشافی کریستف کلمب برای کشف دنیاهای جدید را برعهده گرفت. ایزابل و فرناندو نخستین حاکمان اسپانیای متحد بودند و عصر طلایی اسپانیا را بنیان نهادند که در آن اسپانیا به یکی از قدرت‌های بزرگ اروپا تبدیل شد. آن‌ها همچنین در همان سال دست به اخراج یهودی‌ها از اسپانیا زدند و در سال ۱۵۰۲ میلادی نیز مسلمانان گرانادا را که مسیحی نشده بودند، اخراج کردند.

## تولد و زندگی
ایزابل دختر خوآن دوم، پادشاه کاستیا و لئون از دومین همسرش ایزابلای پرتغال بود که در ۲۲ آوریل ۱۴۵۱ در مادریگال د لاس آلتاس ترس در کاستیا زاده شد.

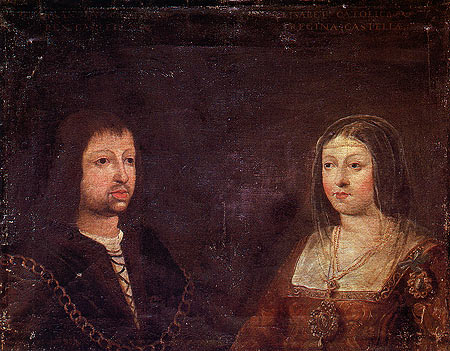
پرترهٔ دوتایی از عروسی فرناندو و ایزابلا از هنرمند ناشناس در ۱۴۶۹م

او همچنین خواهر ناتنی انریکه چهارم بود که در سال ۱۴۵۴ بر تخت پادشاهی کاستیا نشست. بعدها انریکه ایزابل را وارث و جانشین خود ساخت؛ اما پس از آن که ایزابل در سال ۱۴۶۹ و به منظور اتحاد دو پادشاهی کاستیا و آراگون، با فرناندو پسر خوآن دوم، پادشاه آراگون و ناوار ازدواج کرد، دخترش خوانا را به عنوان جانشین پادشاهی اعلام کرد.

## سلطنت

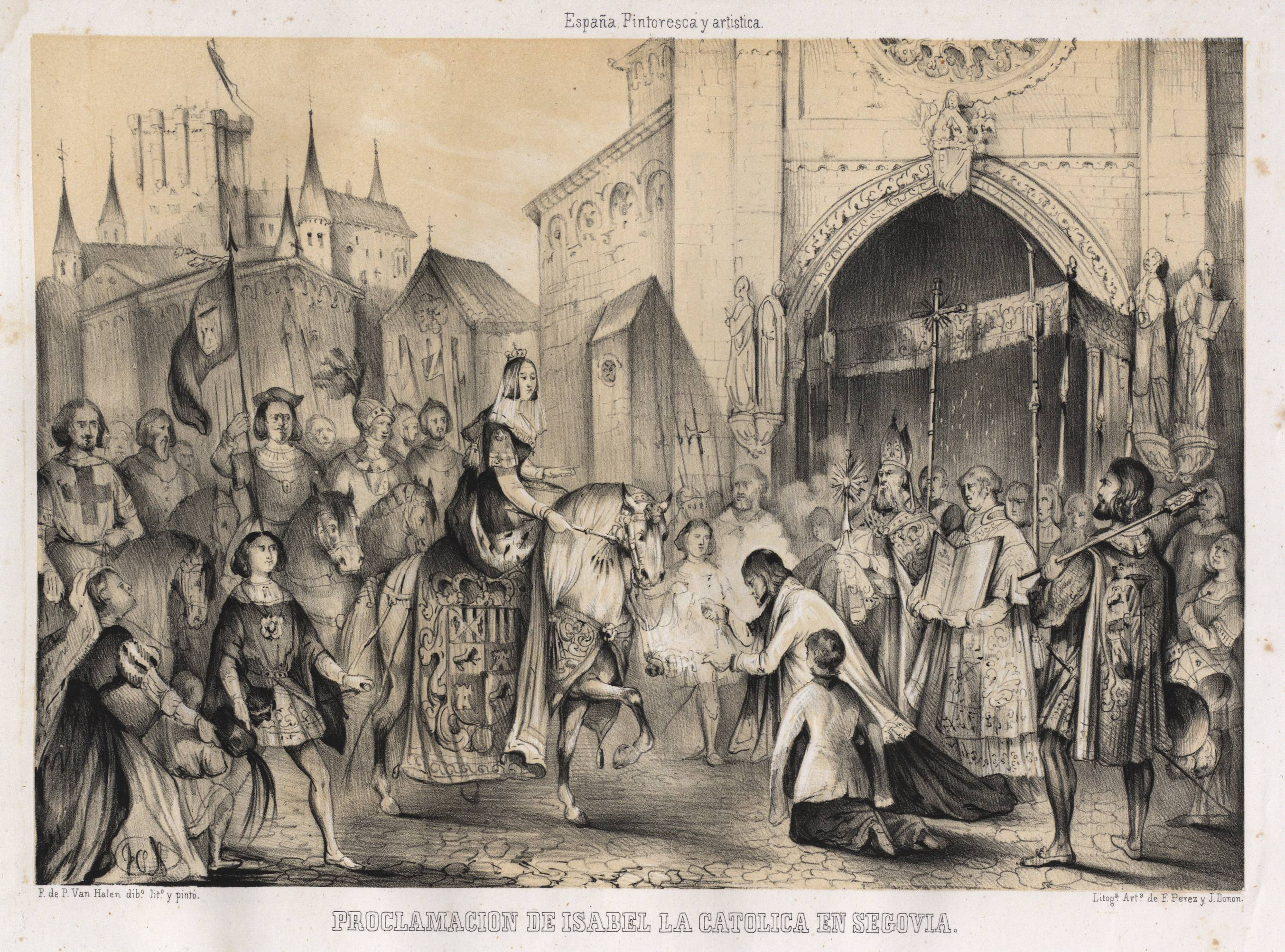
نگاره‌ای از اعلامیه ایزابلا در سگوبیا اثر فرانسیسکو د پائولا ون هالن در ۱۸۴۷م

در ۱۱ دسامبر ۱۴۷۴، انریکه چهارم در مادرید مرد و خبر مرگ او در روز بعد به سگوبیا رسید. ایزابلا بی‌درنگ مدعی تاج و تخت پادشاهی شد و بر آن شد که در داخل دیوارهای آلکازار سگوبیا پناه بگیرد؛ جایی که از حمایت آندرس دو کابررا و شورای سگوبیا برخوردار می‌شد. روز بعد، ایزابلا ملکهٔ کاستیا و لئون اعلام شد. در نتیجهٔ این کار، جنگ جانشینی کاستیا درگرفت و گروهی از نجیب‌زادگان کاستیایی با همراهی آفونسوی پنجم، پادشاه پرتغال به حمایت از خوانا لا بلترانخا دختر انریکه چهارم برخاستند تا او را به حکومت برسانند. اما ارتش آفونسو در نبرد تورو در سال ۱۴۷۶ شکست خورد و او در سال ۱۴۷۹ با ایزابل و فرناندوی دوم که فرمانروایان کاتولیک لقب گرفته بودند، صلح کرد. در همان سال خوآن دوم، پادشاه آراگون درگذشت و فرناندو جانشین او شد. او سپس ایزابل را که اینک شهبانوی آراگون نیز بود در سال ۱۴۸۱ در امور حکومتی با خود شریک کرد و شرایط برای ایجاد یک اسپانیای واحد مهیا شد.

### اخراج تمام مسلمانان و یهودیان از اسپانیا

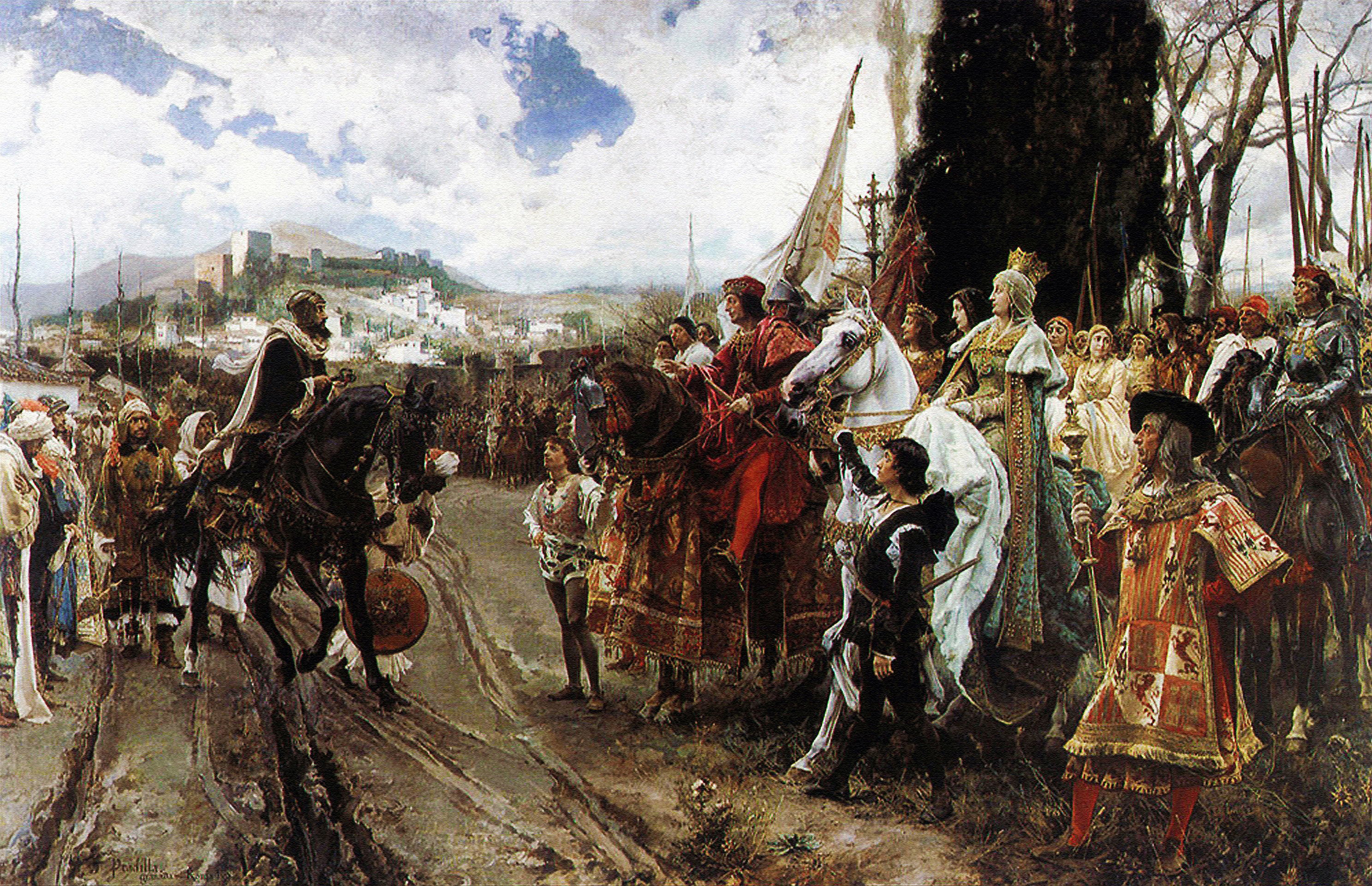
نگارهٔ «کاپیتولاسیون گرانادا» اثر فرانسیسکو اُرتیز در ۱۸۸۲م، که ابوعبدالله محمد دوازدهم آخرین امیر غرناطه را در مقابل ایزابلا و فرناندوی دوم و نیروهای متحد کاستیا و آراگون به تصویر می‌کشد. با شکست غرناطه، مسلمانان از اسپانیا اخراج شدند.

ایزابل و فرناندو به منظور کامل کردن یکپارچه‌سازی اسپانیا در ۱۴۸۱، وارد نبردی طولانی با امیرنشین غرناطه شدند که با پیروزی کامل اسپانیایی‌ها در سال ۱۴۹۲ میلادی پایان یافت. صلح‌نامه‌ای امضا شد و مورهای گرانادا اجازه یافتند تا در دین خود باقی‌مانده و قوانین اسلامی را اجرا کنند. اما دیری نپایید که این مفاد زیر پا گذاشته شد و به‌دنبال شورش آن‌ها در سال ۱۵۰۲، تمامی مسلمانان بالغی که از پذیرش مسیحیت کاتولیک سر باز زده بودند از اسپانیا اخراج شدند. پیش از این نیز در ۱۴۹۲ همین موضوع در مورد یهودیان اجرا شده بود و فرمانروایان کاتولیک که داشتن هر مذهبی به جز کاتولیک رومی را در اسپانیا ممنوع اعلام کرده بودند، پس از برگزاری دادگاه‌های تفتیش عقاید اسپانیایی در سال ۱۴۷۸، فرمان به اخراج تمامی یهودیان کاستیایی دادند که غسل تعمید نیافته و مسیحی نشده بودند.
با تشکیل دستگاه تفتیش عقاید کاتولیک رومی در اسپانیا، که توماس د تورکومادا، کشیش دومینیکن اولین بازرس کل آن بود، پادشاهان کاتولیک یک سیاست وحدت ملی–مذهبی را دنبال کردند. یهودیان تا پایان ماه ژوئیه، تنها چهار ماه فرصت داشتند اسپانیا را ترک کنند و نباید طلا، نقره، پول، اسلحه و اسب هم با خود می‌بردند. به‌طور سنتی، ادعا می‌شد که حدود ۲۰۰ هزار یهودی اسپانیا را ترک کردند؛ اما مورخان اخیر نشان داده‌اند که چنین ارقامی اغراق‌آمیز هستند. هنری کامن نشان داده است که از کل جمعیت ۸۰ هزار نفری یهودیان، حداکثر ۴۰ هزار نفر اسپانیا را ترک کردند و مابقی مسلمان شدند.

### روابط با پرتغال و حمایت از کریستف کلمب
تنها سه ماه پس از ورود به گرانادا، ملکه ایزابلا با دوراندیشی موافقت کرد که از کریستف کلمب در سفری برای رسیدن به هند شرقی با کشتی‌رانی به غرب (طبق گفته کلمب برای مسافتی ۳۲۰۰ کیلومتری) حمایت مالی کند. سپس کلمب راهی اولین سفرش به دنیاهای جدید شد.

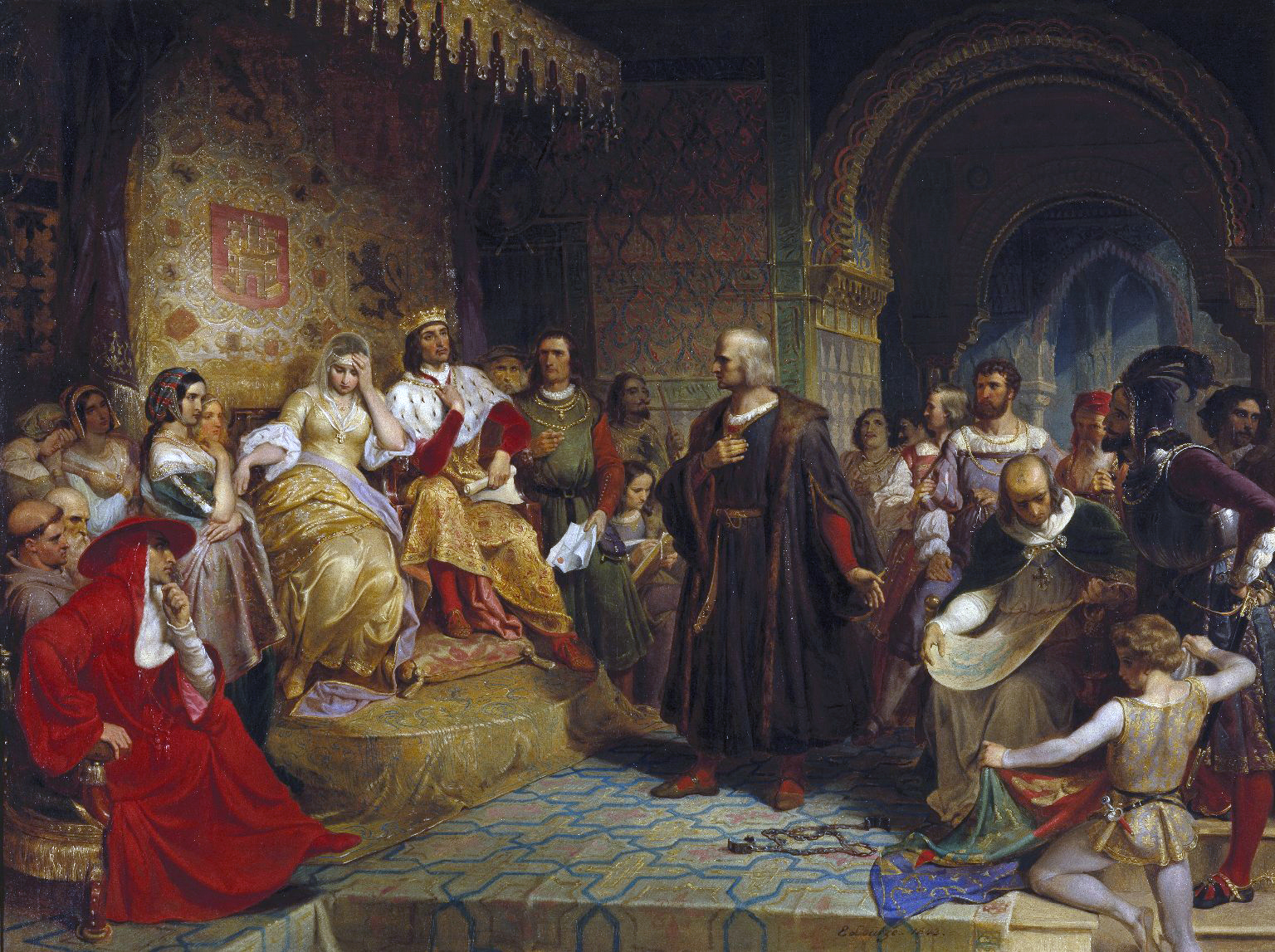
نگارهٔ «کلمب پیش از ملکه» اثر امانوئل گوتلیب لوتزه در ۱۸۴۳م

کشتی کلمب در ۳ اوت ۱۴۹۲ حرکت کرد و در ۱۲ اکتبر به دنیای جدید رسید. او سال بعد بازگشت و یافته‌های خود را به پادشاهان ارائه داد و بومیان و طلا را با استقبالی قهرمان‌گونه تقدیم کرد. اگرچه کلمب توسط ملکه ایزابل حمایت مالی می‌شد، اما حساب‌های خزانه نشان می‌دهد که تا سال ۱۴۹۳، پس از اتمام اولین سفر او، هیچ پاداشی به او پرداخت نشده است. سپس اسپانیا وارد عصر طلایی اکتشاف و استعمار در زمان امپراتوری اسپانیا شد. در سال ۱۴۹۴، با پیمان توردسییاس، ایزابلا و فرناندو برای تقسیم اراضی در خارج از اروپا، با ژوآئو دوم پادشاه پرتغال موافقت کردند. پرتغالی‌ها نمی‌دانستند که آمریکای جنوبی به دست اسپانیایی‌ها افتاده است؛ زیرا در حوزهٔ نفوذ پرتغال بود و حتی پادشاه ژوآئو دوم تهدید کرد که ارتشی را برای ادعای زمین برای پرتغالی‌ها اعزام خواهد کرد.
ایزابل همچنین در صدد افزایش قدرت سلطنتی در برابر نجبای یاغی کاستیایی بود و برای رسیدن به این هدف، او بار دیگر قانون هرمانداد را احیا کرد و زمین‌های بسیاری از نجیب‌زادگان را مصادره نمود. بدین ترتیب، اربابان و اشراف‌زادگان قدرتشان در مقابل فرمان‌های سلطنتی بسیار محدود شد و تماماً وابسته به فرمانروا شدند. ایزابل همچنین ادارهٔ تمامی دارایی‌ها و قدرت‌های شوالیه‌های قدرتمند ارتش مذهبی کاستیا را در دست گرفت و فرناندو را فرماندهٔ ارشد آنان ساخت. او و فرناندو همچنین دست به گسترش آموزش و هنر زده و فعالیت‌های ساختمان‌سازی را تشویق کردند. سبک این دوره «ایزابلینو» یا «ایزابلایی» نامیده می‌شود که به افتخار ملکه ایزابل چنین نام‌گذاری شده است.
ایزابل در ۲۶ نوامبر ۱۵۰۴ میلادی در مدینا دل کامپو اسپانیا درگذشت و دخترش خوانا با نایب‌السلطنگی فرناندوی دوم جانشین او شد.

## ظاهر و رفتار

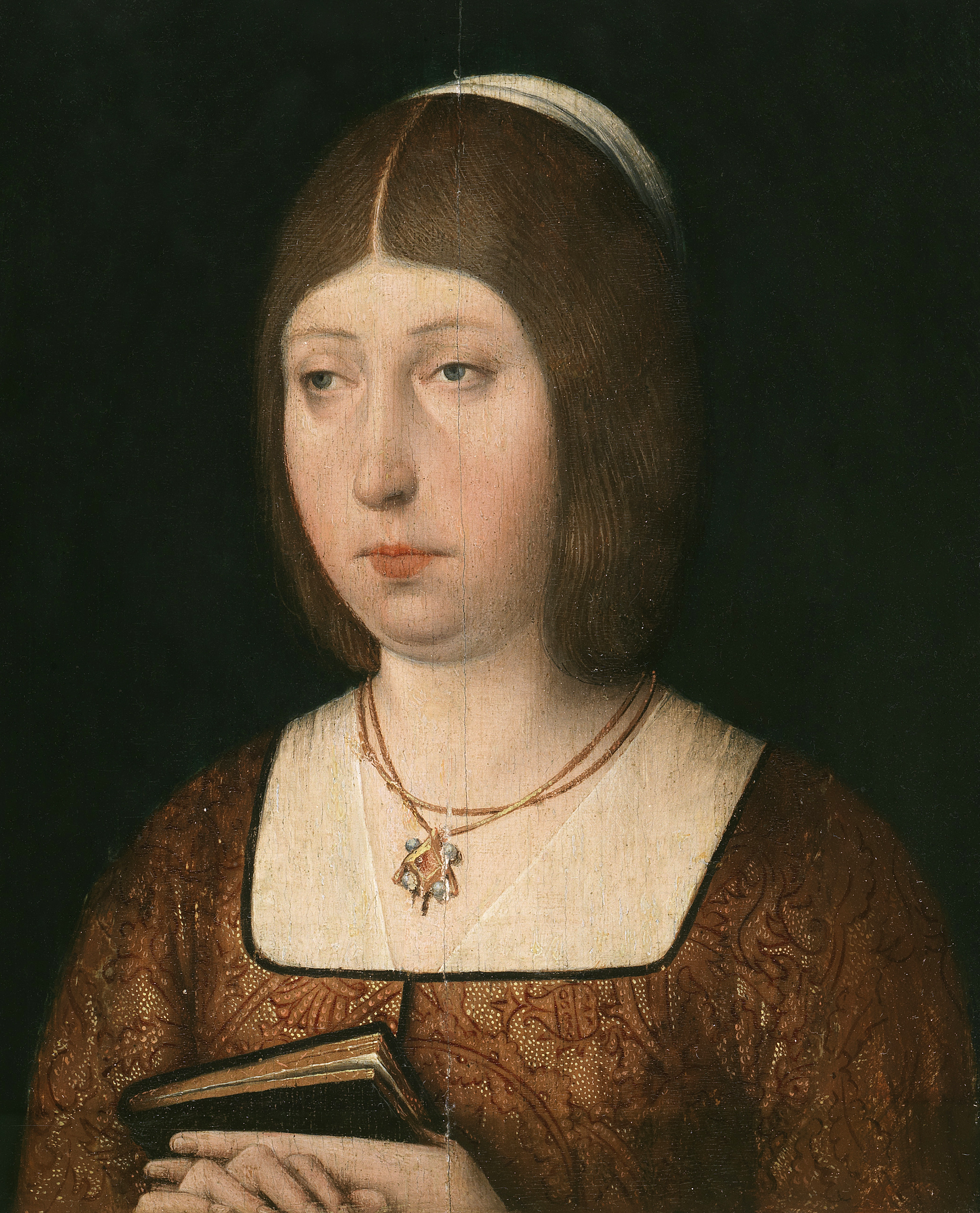
پرترهٔ «ایزابلا کاتولیک» از هنرمند ناشناس در حدود ۱۴۹۰م

ایزابلا کوتاه قد اما هیکلی تنومند، چهره‌ای بسیار روشن و رنگ مویی بین بلوندِ سرخ و خرمایی داشت. با این حال، سایر منابع موهای او را طلایی (بلوند) توصیف می‌کنند. برخی از پرتره‌ها او را به شکل زنی سبزه نشان می‌دهند؛ این به خاطر این واقعیت است که بسیاری از پرتره‌های قدیمی از سده ۱۵ و ۱۶ میلادی، قربانی پدیده‌ای هستند که باعث می‌شود رنگدانه‌های مو قهوه‌ای تیره شوند. با این حال، مجسمه او در نمازخانه سلطنتی گرانادا که توسط فیلیپ دو ویگارنی مجسمه‌ساز بورگونیایی ساخته شده هم، او را به عنوان یک سبزه با مو تیره نشان می‌دهد. تصور می‌شد که دخترانش، خوآنا و کاترین، از نظر ظاهری بیش از همه به او شباهت دارند. هر دو آنها به‌طور مشابه در منابع معاصر با موهایی قهوه‌ای رنگ توصیف شده‌اند؛ اما نقاشی‌های باقی‌مانده اغلب آن‌ها را به دلیل مشکل رنگدانه‌ای یکسان به صورت سبزه نشان می‌دهند.
ایزابلا سبک زندگی سخت و معتدلی داشت و روحیه مذهبی او بیشترین تأثیر را در زندگی او داشت. ایزابلا علیرغم خصومت خود با مسلمانان آندلس، ذائقه، دکور و سبکی موری را پیدا کرد.

## همسر و فرزندان

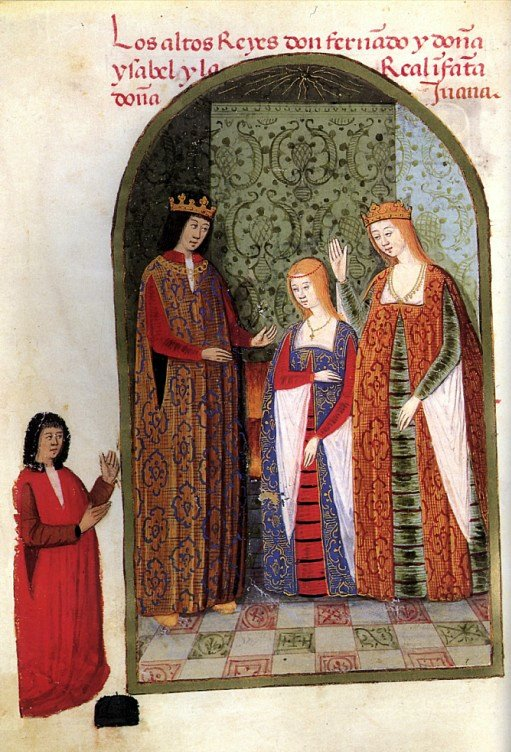
تصویر ایزابلا، فرناندو و دخترشان خوآنا در نگارۀ «قافیۀ فتح گرانادا» در ۱۴۸۲م

ایزابل پنج فرزند داشت که همگی تبدیل به شخصیت‌های مهم تاریخ اروپا گشتند: دخترش کاترین آراگون با هنری هشتم، پادشاه انگلستان ازدواج کرد که اتفاقات مربوط به زناشویی آن‌ها باعث ایجاد اصلاحات در قوانین و دگرگونی و جدایی مذهبی انگلستان از کلیسای رم و تشکیل کلیسای انگلیکان شد. دیگر دخترش خوانا با فیلیپ بورگوندی، پسر و ولیعهد ماکسیمیلیان یکم، امپراتور مقدس روم از خاندان هابسبورگ، ازدواج کرد و فرزندشان کارل که بعدتر با عنوان کارل پنجم به مقام امپراتور مقدس روم رسید، وارث تاج و تخت اسپانیا شد.

## میراث
در خارج از اروپا، ایزابلا بیشتر به خاطر زمینه‌سازی سفرهای کریستف کلمب به دنیای جدید، که آغازگر دوره‌ای از ثروت‌های عظیم برای اسپانیا و اروپا بود، به یاد می‌آید. سلطنت او شاهد تأسیس امپراتوری اسپانیا بود که به نوبه خود، در نهایت منجر به ایجاد اکثر کشورهایی شد که امروز قاره آمریکا را تشکیل می‌دهند.
اما در اروپا، ایزابلا و همسرش به خاطر تکمیل استقلال مجدد کشورشان اسپانیا، بیرون راندن مهم‌ترین پایگاه نفوذ مسلمانان در اروپای غربی و استواری اسپانیا و شبه‌جزیره ایبری به‌عنوان سرزمین‌های متعصب کاتولیک، بدنام‌تر بودند. سلطنت او همچنین شاهد طلوع دادگاه بدنام تفتیش عقاید در اسپانیا بود.

### الهام‌بخش مهره وزیر در شطرنج مدرن
هنگامی که اعراب اسپانیا را در سده هشتم میلادی فتح کردند، شطرنج را به اسپانیا آوردند. اما بنا بر تحقیق تاریخ‌نگاران شطرنج، آن شطرنج به شکل امروزی نبود. تا این که ایزابل در اوج قدرت خود قرار گرفت و این چنین شد که مهرهٔ «Queen» (مهرهٔ وزیر در زبان فارسی) به قدرتمندترین مهره شطرنج تبدیل شد. دکتر وسترولد که کتابی در مورد تکامل شطرنج مدرن تدوین کرده است، می‌گوید: «شطرنج همیشه انعکاسی از دنیای واقعی بوده؛ تصادفی نیست که پیدایش اولین مهرهٔ زن در شطرنج با پوشش یک تاج، شمشیر و عصای سلطنتی، هم‌زمان شد با ظهور ملکه ایزابلا که اروپا را با قدرت رهبری، شجاعت و عزم خود شگفت‌زده ساخت.»
بازی شطرنج نشان‌دهندهٔ جنگ و تقابل بین دو ارتش می‌باشد که در آن شاه در بین رخ‌ها، فیل‌ها و سواره‌نظام خود قرار دارد درحالی که صفوف پیاده‌ها نمایان‌گر دهقانان و سربازان پیاده در خط جلویی است. این بازی در سراسر آندلس (اسپانیای امروزی) بسیار محبوب بود و بازتابی از درگیری‌های مداوم بین پادشاهی‌های عربی و شوالیه‌ها، جنگجویان مسیحی و کافران اشغالگر بود.
نظریه بر این است که این بازیکنان سرعت بازی شطرنج را کند احساس می‌کردند؛ بنابراین، به مهرهٔ ملکه (یا وزیر) با تلفیقی از قدرت فیل و رخ، آزادی حرکات بیشتری داده شد. این امر موجب تغییراتی در حرکات گشایشی شد و به وسعت بازی تنوع بیشتری بخشید و آخر بازی را با امکان تبدیل یک پیاده به وزیر در خانه آخر دگرگون کرد و همهٔ این عوامل باعث شد که کیش و مات در صفحه شطرنج شتاب بیشتری بگیرد.
خوزه آنتونیو گارزون، تاریخ‌نویس والنسیایی که با دکتر وسترولد همکاری دارد، می‌گوید که یک شعر والنسیایی به نام شطرنج عاشقان که در سال ۱۴۷۵ میلادی (یعنی همان سال تاج‌گذاری ملکه ایزابل) نوشته شده است، برای اولین‌بار حرکات امروزی وزیر بر روی صفحهٔ شطرنج را توصیف کرده است و اشارات صریحی به دربار آن زمان دارد.

## نگارخانه

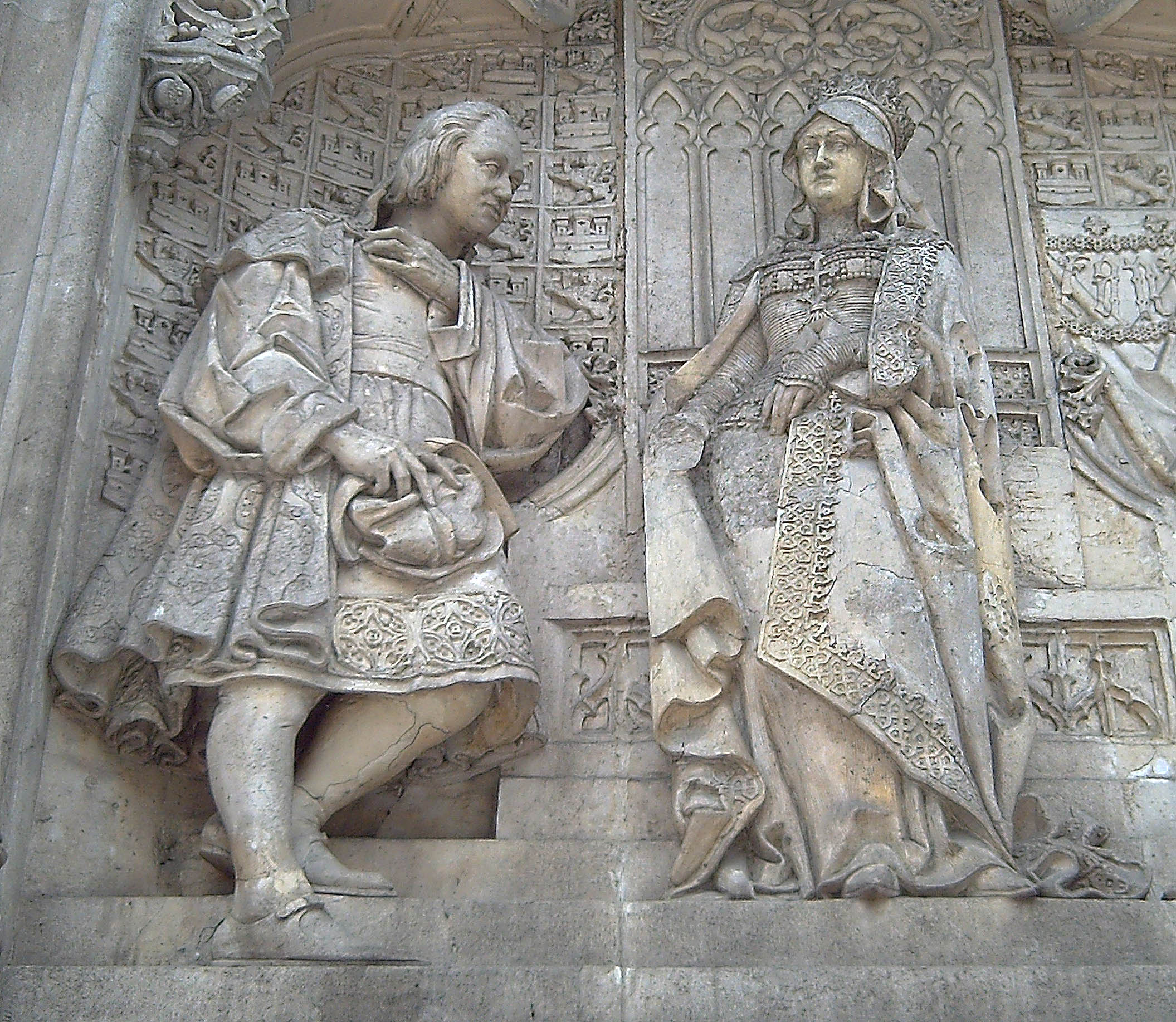
تندیس کلمب و ایزابل در ۱۸۸۵. واقع در مادرید، اسپانیا.
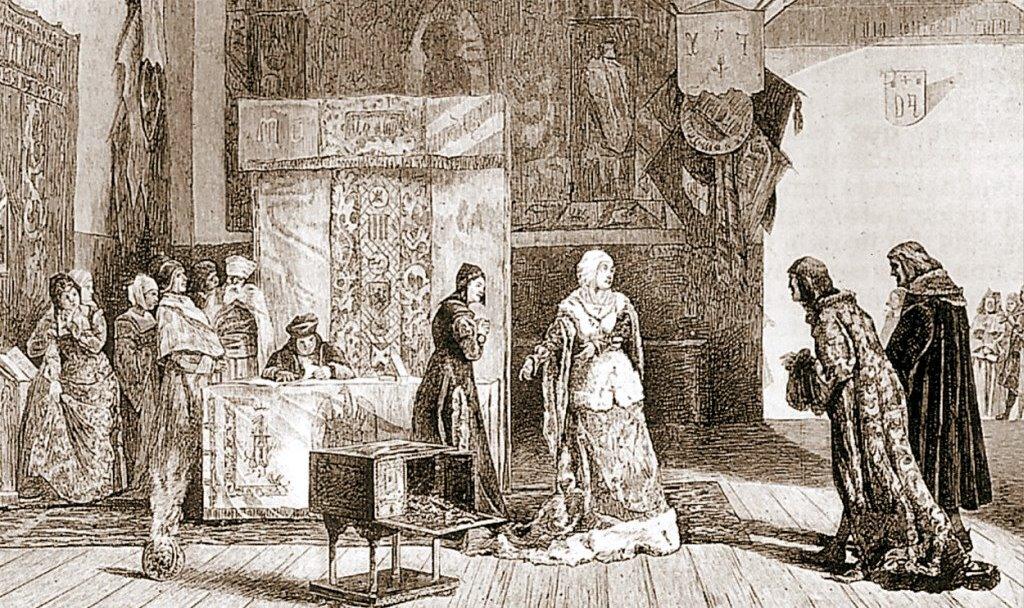
نگاره‌ای از ایزابلا که جواهرات خود را برای اکتشافات کلمب اهدا می‌کند.
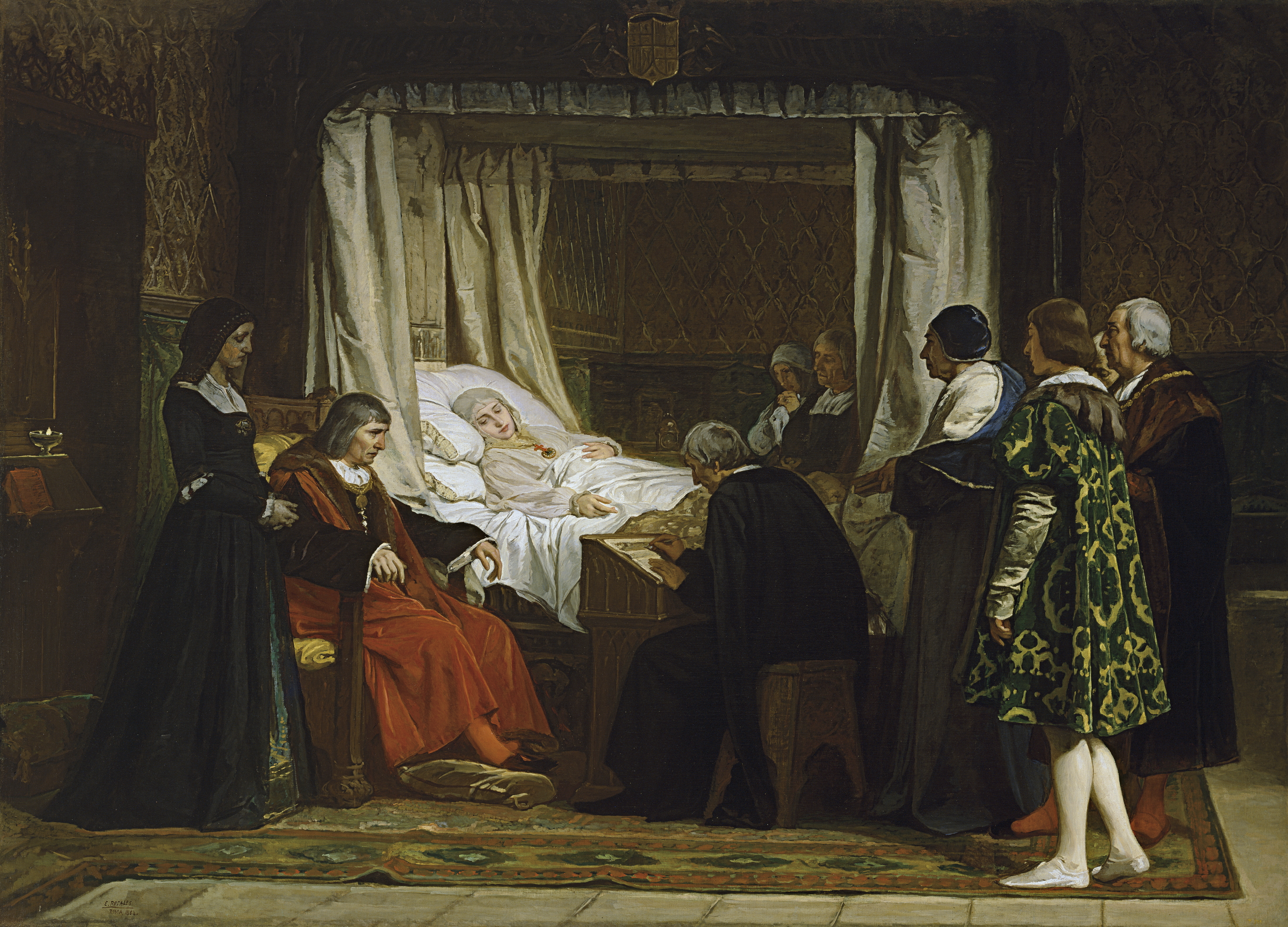
نگاره «وصیت‌نامه ملکه ایزابلا» اثر ادواردو روزالس. در سمت چپ: خوانا و فرناندو. در سمت راست: کاردینال سیسنروس (کلاه سیاه).
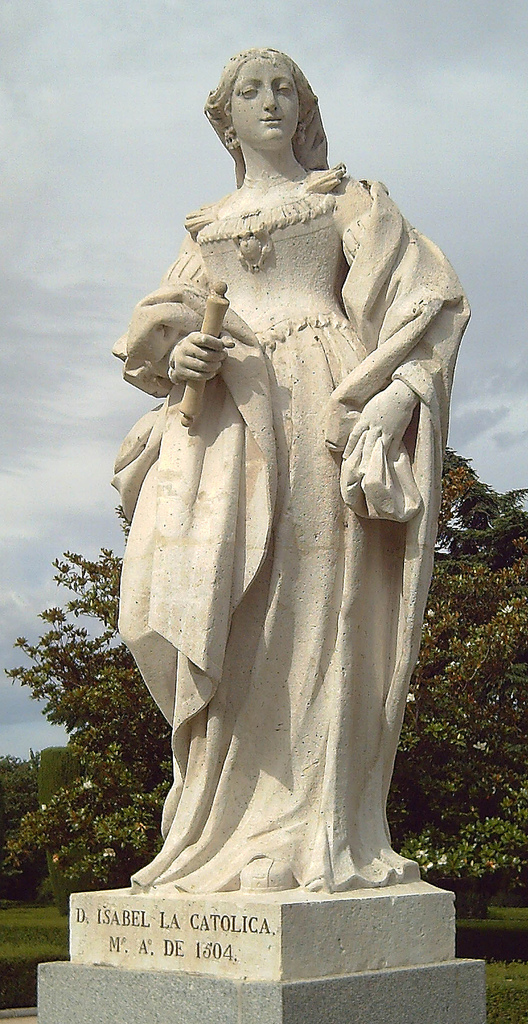
تندیس ایزابلا در مادرید
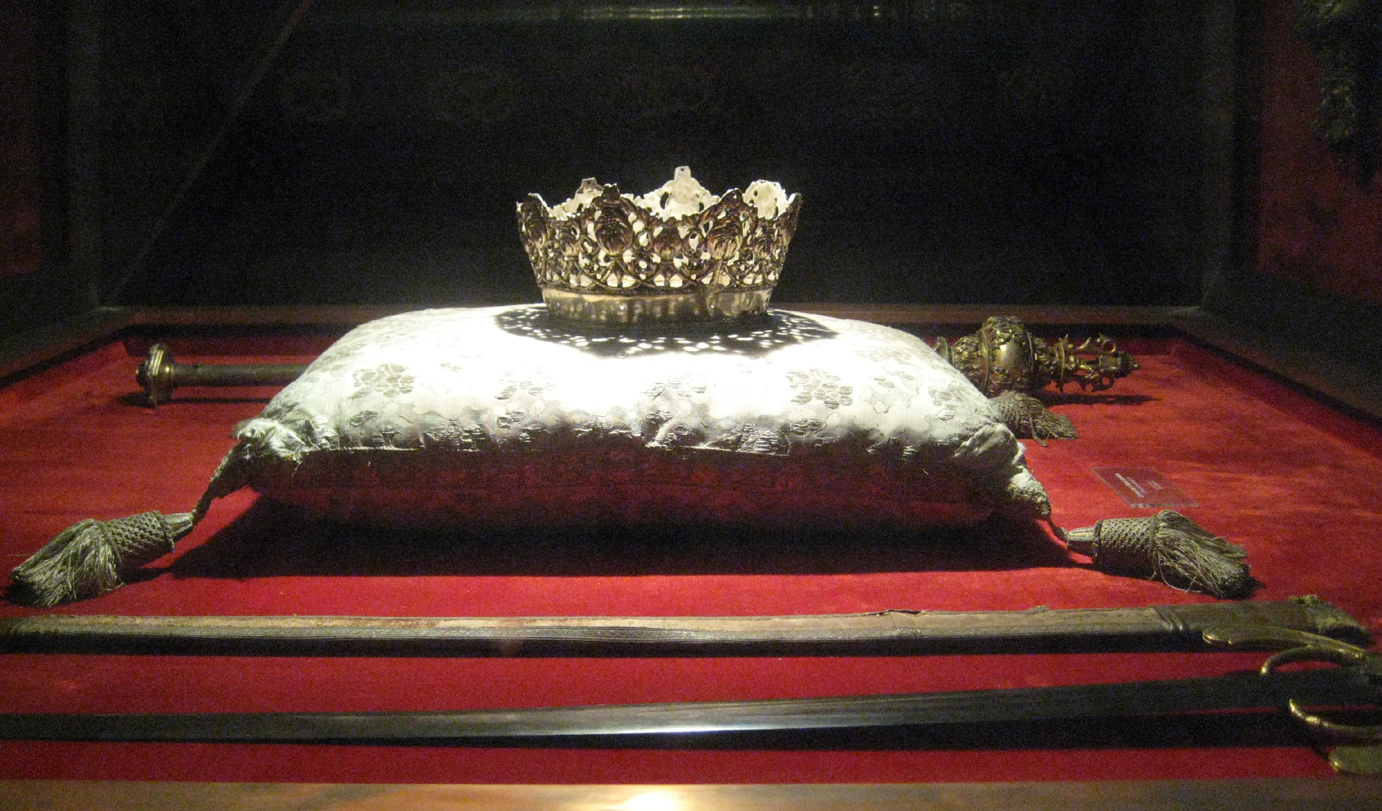
تاج و عصای ایزابلا و شمشیر فرناندو در گرانادا
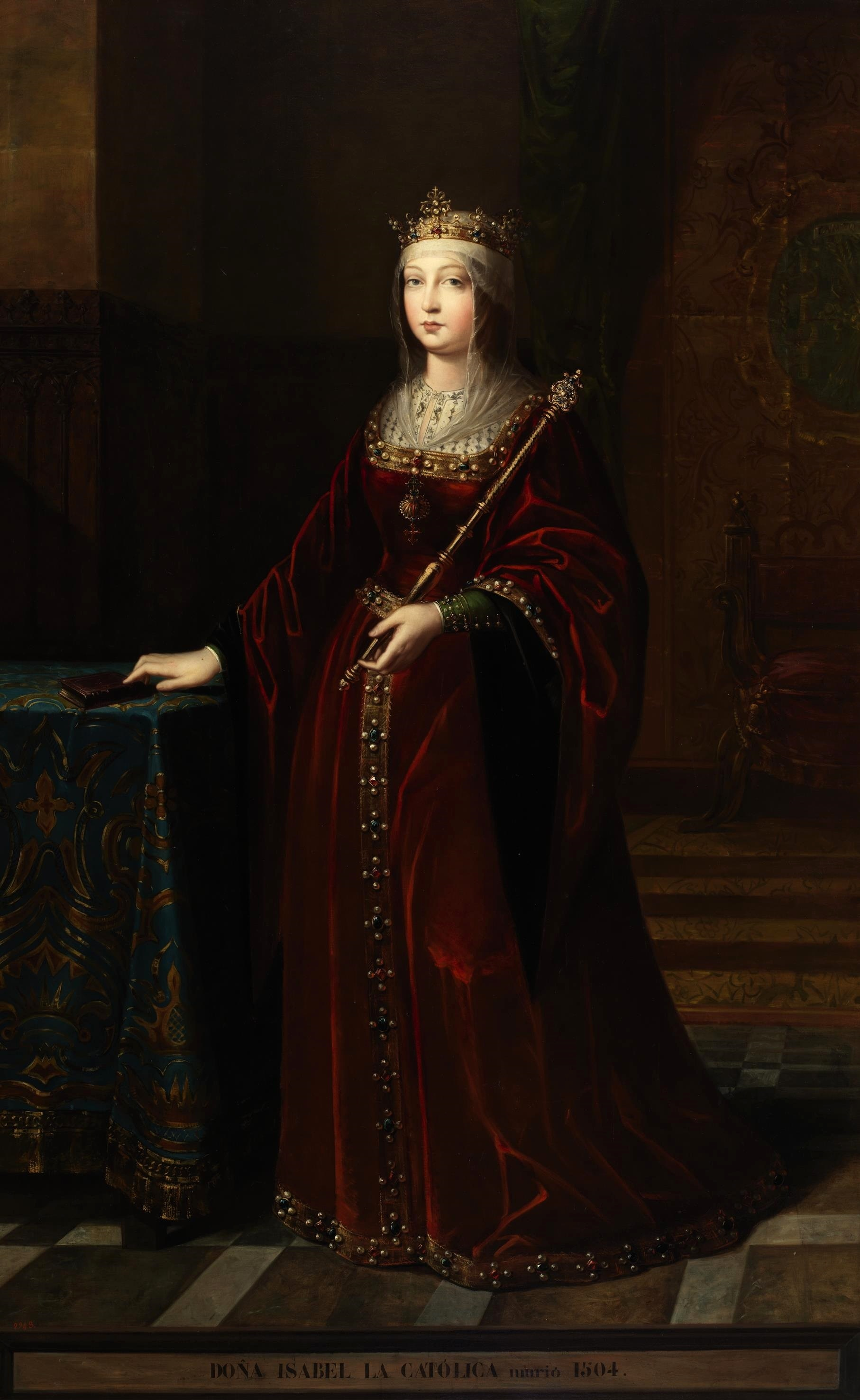
یک پرتره از ایزابلا پس از مرگش
نماد سلطنتی ایزابلا
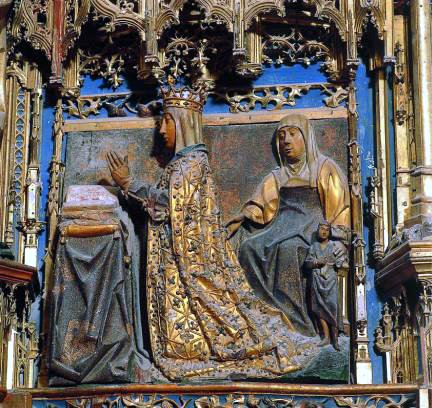
این بخش از محراب جلوی اصلی کلیسای میرافلورس در بورگوس ایزابلا را در حال عبادت نشان می‌دهد. ایزابلا خودش آن را به افتخار پدر و مادرش که در داخل کلیسا دفن شده بودند سفارش داد.
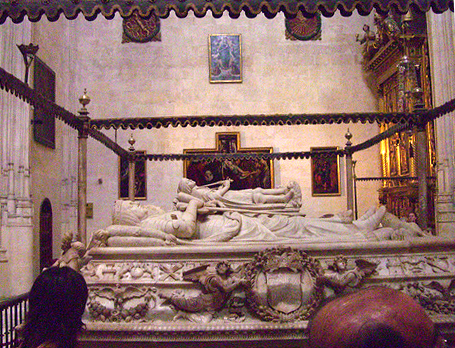
مقبره ایزابلا و فرناندو در لاکاپیلا رئال، در گرانادا.
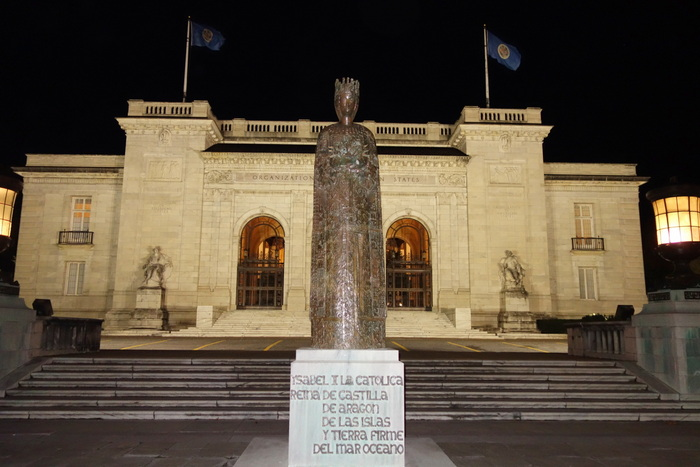
تندیس «ایزابلا یکم کاتولیک» در مقابل مقر سازمان کشورهای آمریکایی در واشینگتن دی.سی.